# Chiesa di San Vittore (Borghetto di Borbera)
La chiesa di San Vittore è la parrocchiale di Borghetto di Borbera, in provincia di Alessandria e diocesi di Tortona; fa parte del vicariato di Arquata-Serravalle.

## Storia

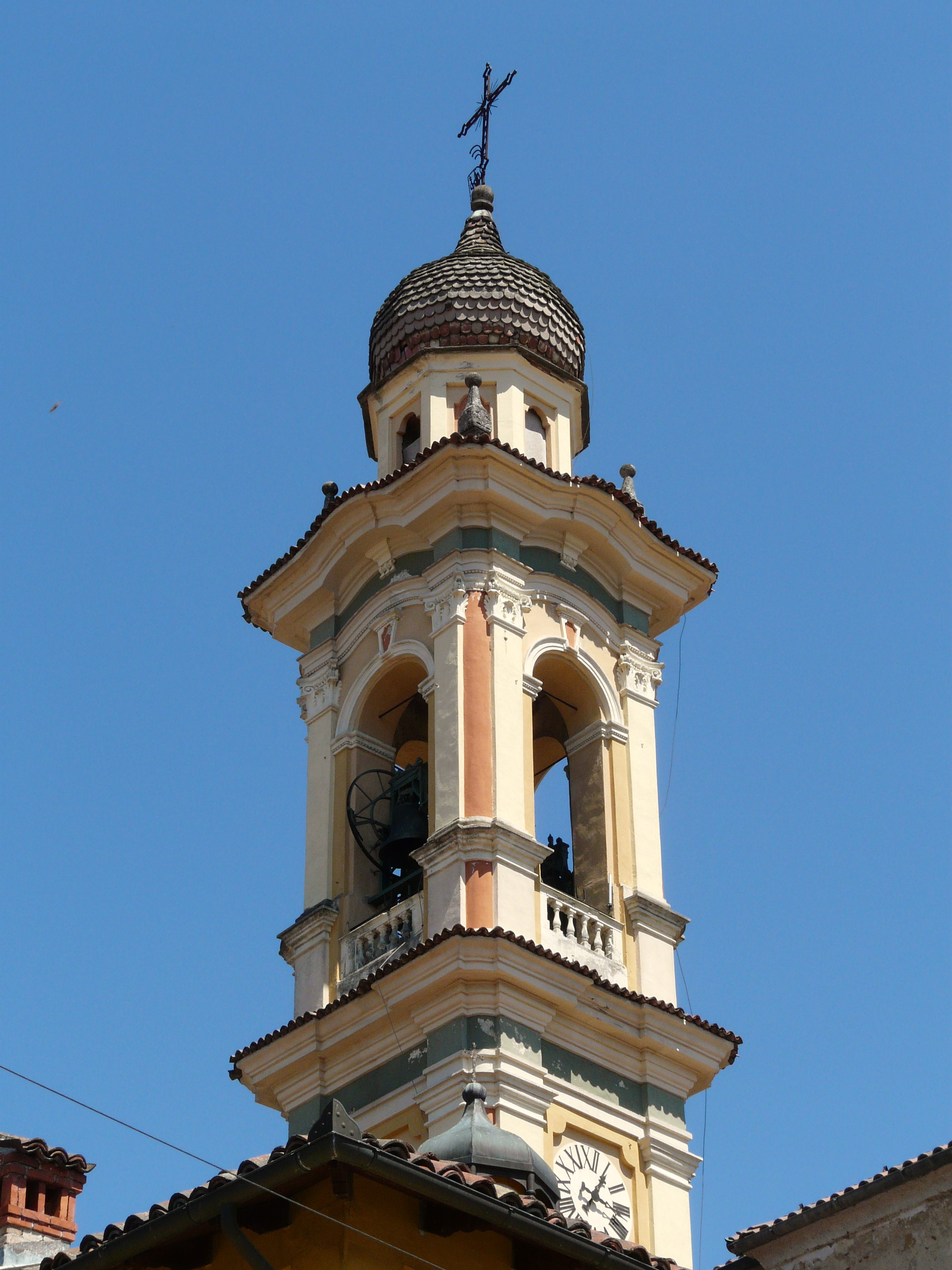
Il campanile

Nel Medioevo sorse dove oggi si trova il cimitero una pieve a tre navate; questa chiesa era nota come pieve di Monduglio poiché si trovava, appunto, in località Monduglio.

Nel XIII secolo fu edificato in paese un oratorio per la Confraternita dei Disciplinati di San Giovanni Battista, più comodo per la popolazione, tanto che qui, successivamente, venne trasferita la parrocchialità. Nel 1779 il vescovo Giuseppe Ludovico de Andújar ordinò che la pieve fosse demolita tranne il presbiterio, da riutilizzare come cappella mortuaria.

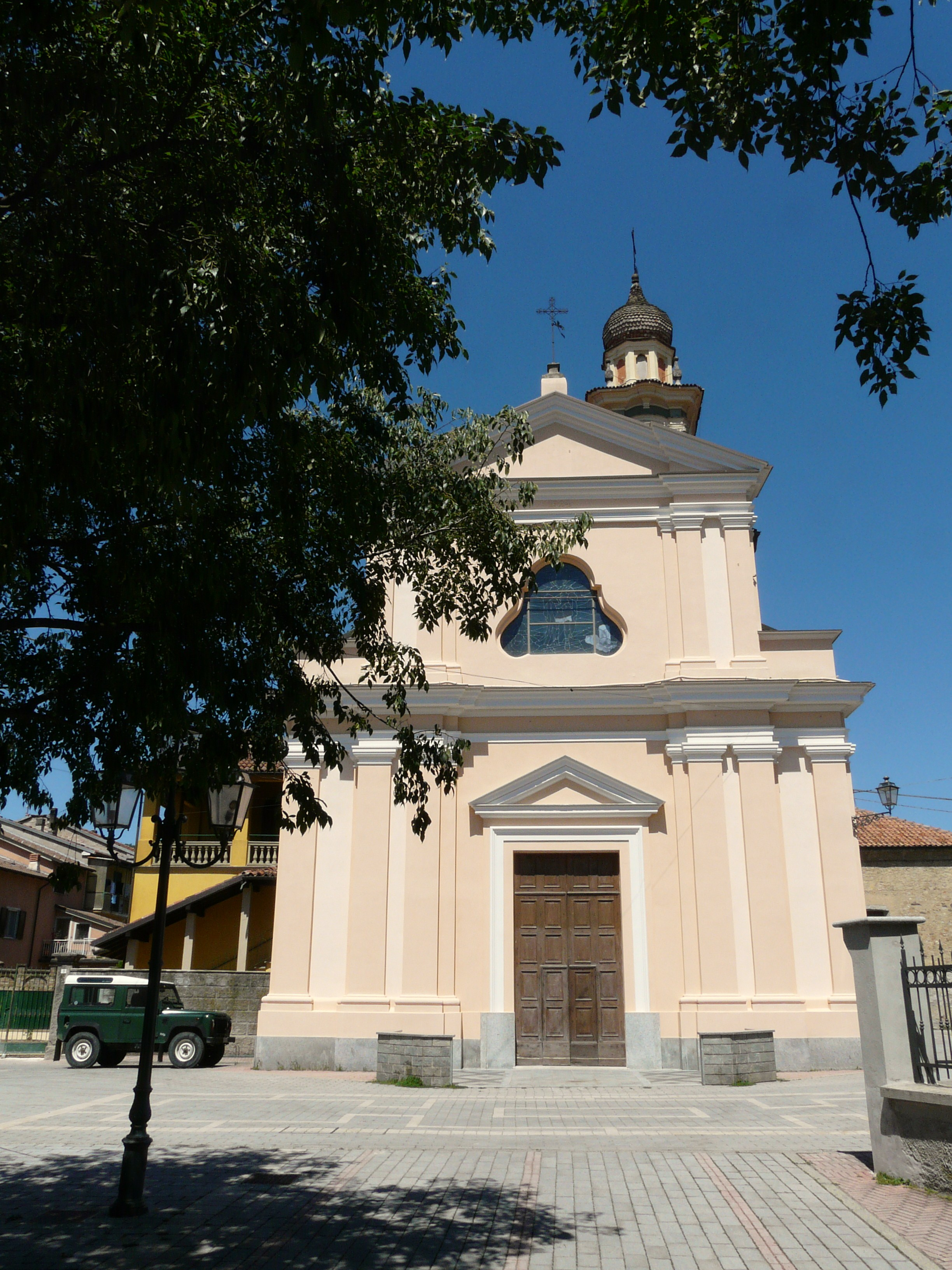
La chiesa e la piazza antistante

L'attuale parrocchiale venne costruita su progetto del serravallese Bernardo Maspoli tra il 1795 ed il 1800. La facciata fu rifatta nel 1924 e il tetto subì un restauro nel 1979. La parrocchiale fu interessata da altri lavori di ristrutturazione nel 1985, nel 1987, nel 1989, nel 1992 e tra il 2012 ed il 2013.

## Descrizione

### Esterno
La facciata della chiesa, a salienti, è neoclassica e una cornice marcapiano la divide in due registri; l'ordine inferiore è caratterizzato da quattro paraste binate e da due poste ai lati, mentre quello superiore, che presenta un oculo polilobato, solo le quattro binate.
Annesso alla parrocchiale è il campanile a base quadrata, la cui cella presenta su ogni lato una monofora ed è coronata dalla cupola a cupola poggiante sul tamburo.

### Interno
Opere di pregio conservate all'interno della chiesa, che è ad un'unica navata, sono una statua seicentesca avente come soggetto San Maurizio, il gruppo della Madonna del Rosario, scolpito nell'Ottocento da Luigi Montecucco, il marmoreo altare maggiore, risalente al XVIII secolo, una tela settecentesca di scuola ligure raffigurante la Beata Vergine Maria e il Cristo processioneale del 1861.